# Šiauliai International Airport
Šiauliai International Airport (også kendt som Zokniai Airport, litauisk: Tarptautinis Šiaulių oro uostas) (IATA: SQQ, ICAO: EYSA) ligger 7 km sydøst for Šiauliai i det nordlige Litauen. Lufthavnen var en af de største militære lufthavne i det tidligere Sovjetunionen.

## Baltic Air Policing
Šiauliai er hjemsted for NATOs Baltic Air Policings fremskudte udstationering, der sikrer luftrummet for de tre nye baltiske medlemmer af NATO.
I dag forsøger lufthavnen at lancere sig selv som cargo-lufthavn med gode forbindelser til Central- og Østeuropa.